# Singularetantum
Ein Singularetantum (aus lateinisch singularis „im Singular stehend“, und tantum „nur“), auch Singularwort oder Einzahlwort genannt, ist ein Substantiv, das ausschließlich im Singular gebräuchlich ist. Der Plural von Singularetantum lautet in der Fachsprache Singulariatantum; Duden verzeichnet außerdem die Form Singularetantums. Singulariatantum werden selten mit unbestimmtem Artikel verwendet und stehen oft ohne Artikel, weil sie implizit bestimmt sind. Das Gegenwort ist „Pluraletantum“.

## Beispiele
Konkreta für etwas Unzählbares:
- der Lärm, der Schnee, der Schutz, die Kälte, das Fleisch, das Obst, der Pollen

Abstrakta für Nichtgegenständliches:
- der Anstand, der Durst, der Hunger, der Hass, der Überfluss, die Vernunft, die Gegenwart, die Ruhe, die Wehmut, das All, das Chaos, das Nichts, der Dank

Substantivierte Verbinfinitive:
- das Denken, das Verzeihen, das Vergessen

Substantivierte Adjektive:
- das Deutsche, das Unvergessliche

Substantive mit dem Suffix -heit oder -keit:
- die Dunkelheit, die Gesundheit, die Müdigkeit, die Überheblichkeit

Viele Stoffnamen:
- Butter, Gold, Helium

Organisationen:
- die Post

## Pluralbildung durch Komposita
Bei einigen Singulariatantum kann der Plural mit Hilfe von Wortzusammensetzung (Komposita) ausgedrückt werden:
- das Laub → die Laubsorten; der Schnee → die Schneemassen

## Ausnahmen
Einige Wörter sind in der Grundbedeutung formal Singulariatantum, haben jedoch einen – oft konkretisierenden – Nebensinn, zu dem es einen Plural gibt; solche Wörter sind keine Singulariatantum:
- Schönheit ↔ Schönheiten (schöne Menschen)
- Dummheit ↔ Dummheiten (dumme Handlungen)
- Krankheit ↔ Krankheiten (Ursachen/Diagnosen von Krankheit)
- Urlaub ↔ Urlaube (Urlaubsangebote)

Einige Wörter bilden nur in einer Fachsprache einen Plural, sie sind ebenfalls keine Singulariatantum:
- Staub → Stäube, auch Staube (verschiedene Arten von Staub)
- Wasser → Wässer (etwa Mineralwassersorten)
- Milch → Milche, auch Milchen (Milchsorten, etwa Kuhmilch, Ziegenmilch, Stutenmilch)
- Käse → [die] Käse (verschiedene Käsesorten)